# CyberRace
CyberRace est un jeu vidéo de course futuriste développé par Cyberdreams sorti en 1993 sur plateforme DOS 5.0.

## Synopsis
L'histoire est racontée dans le manuel fourni avec le jeu. Deux empires rivaux se font face :  Terra et Kaladasia. Alors que la galaxie a failli être détruite, la guerre est remplacée par des jeux de course utilisant des « sled ». Le joueur incarne Clay Shaw, forcé de devenir pilote pour l'équipe de Terra à la suite de la capture de sa petite amie par un terrien nommé Dobbs. Shaw est choisi car son père était un pilote aguerri, Terra espère ainsi que Clay pourra lui succéder. Afin de retrouver sa petite amie, Clay devra donc gagner des courses.

## Fonctionnement du jeu
Il s'agit de gagner des courses pour remporter des crédits. Des crédits supplémentaires peuvent également être gagnés en abattant ses adversaires. Ces crédits permettent ensuite d'acheter de l'équipement afin de rendre son « sled » plus puissant.
Lors des courses, des armes peuvent être utilisées contre les autres compétiteurs. 

## Accueil critique
Le jeu reçut des avis plutôt mitigés par la presse . Joystick lui attribue toutefois la note de 69% , en précisant que « L'animation, si vous disposez d'un ordinateur puissant, est assez impressionnante, surtout que vous évoluez au ras du sol. Hélas, l'intérêt n'est pas à la hauteur de la qualité technique ».